# Admirał Grigorowicz
Admirał Grigorowicz (ros. Адмирал Григорович) – fregata rakietowa Floty Czarnomorskiej Federacji Rosyjskiej, pierwszy okręt typu Admirał Grigorowicz (projektu 11356M) z początku XXI wieku. Do służby wszedł w 2016 roku. Nosi numer burtowy 745.
Okręt ma około 4 tysiące ton wyporności, 124,8 metrów długości oraz 15,2 metrów szerokości. Napęd stanowią turbiny gazowe, pozwalające na osiąganie prędkości do 32 węzłów. Uzbrojenie główne składa się z armaty kalibru 100 mm i pionowych wyrzutni pocisków przeciwlotniczych średniego zasięgu Sztil-1 oraz pocisków przeciwokrętowych Oniks lub manewrujących Kalibr.

## Budowa

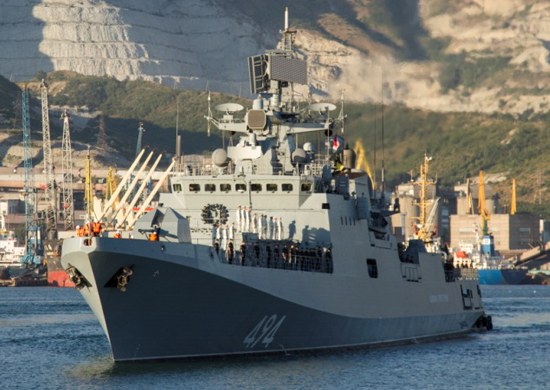
„Admirał Grigorowicz” w 2016

„Admirał Grigorowicz” był pierwszą zbudowaną fregatą rakietową projektu 11356M, określanego od niego także jako typ Admirał Grigorowicz. Fregaty te, zaprojektowane i zbudowane w Rosji, były pierwszymi większymi okrętami nawodnymi nowo zbudowanymi dla Floty Czarnomorskiej po rozpadzie ZSRR. Ich konstrukcja wywodzi się z powstałych na zamówienie Indii fregat typu Talwar, stanowiących z kolei rozwinięcie wcześniejszych radzieckich projektów. W odróżnieniu od starszych okrętów, charakteryzowały się one między innymi wprowadzeniem nowoczesnego ukształtowania burt kadłuba i nadbudówek zgodnie z wymogami trudnowykrywalności (stealth). 
Stępkę pod budowę „Admirała Grigorowicza” położono w stoczni Jantar w Królewcu 18 grudnia 2010 roku, a okręt wodowano 14 marca 2014 roku. Okręt następnie wszedł do służby 11 marca 2016 roku. Otrzymał nazwę na cześć admirała Iwana Grigorowicza (1853—1930). Nadano mu stały numer burtowy: 745. Na zdjęciach nosi także numer burtowy 494.

## Skrócony opis
Długość całkowita fregat typu Admirał Grigorowicz wynosi 124,8 m, a szerokość maksymalna 15,2 m. Zanurzenie przy wyporności bojowej wynosi 4,2 m, a razem z gruszką dziobową 5,8 m. Wyporność normalna okrętów wynosi 3300 ton, bojowa: 4035 ton, a wyporność pełna: 4500 ton. Napęd stanowią cztery turbiny gazowe w układzie COGAG, napędzające dwie śruby: dwie marszowe i dwie mocy szczytowej, o łącznej mocy 60 900 KM (45 400 kW). Pozwala on na osiąganie prędkości maksymalnej 30 węzłów, a krótkotrwałej 32 węzły. Zasięg pływania z prędkością ekonomiczną 14 węzłów wynosi 4850 mil morskich, a przy prędkości 30 węzłów wynosi 700 mil morskich.
Główny system uzbrojenia ofensywnego stanowi ośmiokomorowa wyrzutnia pionowa w części dziobowej dla ośmiu pocisków manewrujących. Można wystrzeliwać z niej pociski przeciwokrętowe 3M55 Oniks lub pociski manewrujące rodziny Kalibr: przeciwokrętowe 3M-54, woda-ziemia 3M-14 lub rakietotorpedy 91RE1. Brak jest uniwersalnych pocisków, wymuszający ograniczenie zestawu zabieranych pocisków służących do zwalczania konkretnych celów. Drugim systemem uzbrojenia rakietowego są dwa 12-komorowe bloki pionowych wyrzutni Sztil-1 (Tornado) pocisków przeciwlotniczych średniego zasięgu 9M317M. Pociski te mogą zwalczać cele powietrzne na wysokości do 15 000 m i w odległości do 50 km, a w razie konieczności także cele nawodne. Wyrzutnie umieszczone są na pokładówce na dziobie, między armatą a wyrzutniami pocisków Oniks/Kalibr. Uzbrojenie rakietowe uzupełnia osiem wyrzutni przenośnych pocisków krótkiego zasięgu 9K38 Igła-1.
Uzbrojenie artyleryjskie składa się z szybkostrzelnej armaty uniwersalnej kalibru 100 mm A-190, umieszczonej na dziobie, w wieży o zmniejszonej skutecznej powierzchni odbicia. Całkowity zapas amunicji wynosi 480 pocisków. Jako zestaw obrony bezpośredniej służą dwa działka wielolufowe 30 mm AK-630M, rozmieszczone po bokach hangaru na rufie. Artyleria kierowana jest radarowo. Okręt ponadto przenosi broń maszynową.
Broń podwodną stanowią przede wszystkim cztery wyrzutnie torped kalibru 533 mm, służące przede wszystkim do odpalania ciężkich torped przeciwpodwodnych różnych wzorów. Ich uzupełnienie stanowi pojedyncza dwunastoprowadnicowa wyrzutnia rakietowych bomb głębinowych RBU-6000, o zasięgu 5800 m, z zapasem 96 bomb. Możliwości zwalczania okrętów podwodnych zwiększa śmigłowiec pokładowy Ka-27, ze stałym hangarem i lądowiskiem na rufie.
Okręty mają stosunkowo bogaty zestaw sensorów, aczkolwiek złożony głównie z nowych wersji urządzeń wywodzących się z czasów ZSRR, umiarkowanie nowoczesnych. Składa się on z dwóch radarów obserwacji powietrznej i nawodnej (MR-760MA Friegat-M2EM i MR-352 Pozitiw-E), dwóch radarów wykrywania celów niskolecących MR-212 Wajgacz-Najada, radarów naprowadzania pocisków przeciwlotniczych i pocisków Kalibr, radaru artyleryjskiego oraz systemu hydrolokacyjnego. Posiada również urządzenia walki radioelektronicznej.

## Służba
Po próbach państwowych okrętu, 11 marca 2016 roku „Admirał Grigorowicz” podniósł banderę rosyjską. Pierwszym dowódcą został komandor por. (kapitan 2. rangi) Anatolij Wieliczko 29 kwietnia wyszedł z Bałtyjska na Morze Czarne, pełniąc po drodze służbę w składzie rosyjskiego stałego zespołu na Morzu Śródziemnym i zachodząc na Maltę. 10 czerwca 2016 roku po raz pierwszy uroczyście przybył do docelowej bazy Floty Czarnomorskiej w Sewastopolu. Jeszcze w tym roku popłynął na Morze Śródziemne i we wrześniu–październiku brał udział w uroczystościach XV tygodnia rosyjskiego na Wyspach Jońskich. 5 listopada dołączył do eskorty lotniskowca „Admirał Kuzniecow” wykonującego działania wsparcia rosyjskich sił zbrojnych w wojnie domowej w Syrii. Do Sewastopola powrócił 19 grudnia.  Ponownie popłynął na Morze Śródziemne w lutym 2017 roku.
W maju 2018 roku powrócił do Sewastopola z fregatą „Pytliwyj” po kolejnej służbie na Morzu Śródziemnym. W sierpniu 2018 roku wyszedł ponownie na Morze Śródziemne. Ponownie na Morze Śródziemne „Admirał Grigorowicz” wyszedł w kwietniu 2019 roku. 31 sierpnia 2019 roku powrócił do Sewastopola po wykonywaniu zadań na Morzu Śródziemnym i Atlantyku
20 maja 2020 roku z holownikiem ratowniczym „Professor Nikołaj Muru” przeszedł przez Kanał Sueski na Ocean Indyjski. Pod koniec czerwca 2020 roku powrócił do Sewastopola po wykonywaniu zadań na Morzu Śródziemnym i Oceanie Indyjskim. 
W grudniu 2020 roku ponownie odbył rejs na Morze Śródziemne, w celu zamiany fregaty „Admirał Essen”. Przeszedł następnie na Ocean Indyjski i 11 lutego 2021 roku odwiedził pakistański port Karaczi, w celu uczestnictwa w manewrach z marynarką Pakistanu AMAN-2021 (z okrętem patrolowym „Dmitrij Rogaczow” i holownikiem ratowniczym SB-739). Dowódcą był wtedy kmdr ppor. (kapitan 3. rangi) Konstantin Aksionow. 
Kolejny rejs na Morze Śródziemne okręt odbył w październiku 2021 roku, ponownie zastępując „Admirała Essena”. 13 listopada odbył wizytę w Algierze, a następnie uczestniczył w manewrach z marynarką Algierii (z okrętem patrolowym „Dmitrij Rogaczow” i holownikiem ratowniczym SB-742). Po inwazji Rosji na Ukrainę w 2022 roku okręt musiał pozostać na Morzu Śródziemnym na skutek zamknięcia przez Turcję cieśnin czarnomorskich. 31 lipca 2022 roku uczestniczył w paradzie z okazji Dnia Marynarki Rosji w używanym przez Rosję jako baza syryjskim porcie Tartus.